# Jacob Goedecker
Jacob Goedecker (Varsavia, 6 gennaio 1882 – 19 luglio 1957) è stato un ingegnere tedesco, considerato un pioniere dell'aviazione nel corso degli anni dieci del XX secolo, fondatore della azienda di produzione aeronautica Flugmaschinenwerke J. Goedecker a Mainz-Gonsenheim, con annessa relativa scuola di volo, che ebbe tra i suoi allievi e collaboratori Anthony Fokker.

## Biografia

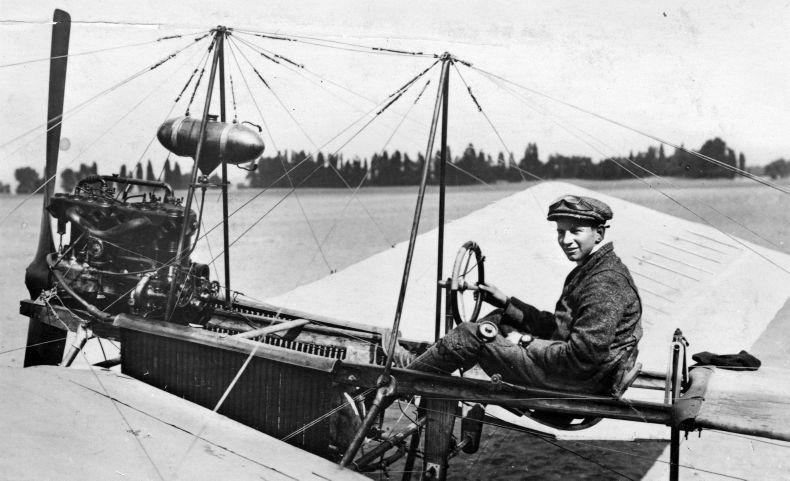
Anthony Fokker a bordo del suo "Spinne" fotografato sul campo d'aviazione di Gonsenheim.

Nacque a Varsavia, allora parte dell'Impero russo, il 6 gennaio 1882, all'interno di una ricca famiglia che proveniva da Magonza. Come uomo d'affari e produttore, suo padre era proprietario di zuccherifici e fabbriche di macchine in Germania e nella Nazione della Vistola. Nel 1896 i primi articoli sull'aviazione apparsi sulle riviste suscitarono il suo entusiasmo di quattordicenne. Durante i suoi studi di ingegneria meccanica e costruzione navale a dal 1902 al 1906 presso gli istituti tecnici di Aquisgrana e  Berlino-Charlottenburg, incontrò e conobbe il professor Hugo Junkers che lì insegnava. Junkers cercava di incoraggiare i suoi studenti a lavorare, inventare e pensare in modo indipendente attraverso il lavoro pratico in laboratorio. Sia lui che Junkers si occuparono intensamente di progettazione e costruzione di aerei (indipendentemente l'uno dall'altro) durante i loro studi. Fu durante questo periodo che furono realizzati i primi modelli volanti.
Nel 1909  fondò la "J. Goedecker Flugmaschinenwerke". I suoi primi aeromobili vennero costruiti con l'aiuto dei cantieri navali e testati a Gonsenheim sul "Großer Sand". L'ingegnere aeronautico Paul Lange effettuò i primi voli di prova nell'aprile 1910, con un velivolo costruito sulla base dell'Etrich Taube.  Nel 1911 fondò una propria scuola di volo che fu frequentata da piloti poi diventati famosi, Anthony Fokker, che in seguito divenne lì istruttore di volo. In quello stesso anno stesso proprio per Fokker fu costruito il primo "Spinne". A Gonsenheim furono costruiti un monoplano, un biplano da addestramento e due idrovolanti, e nel 1910 aveva presentato alle autorità militari le prime bozze per un autogiro che furono però respinte. Alla fine del 1911 la sua fabbrica dava lavoro a 22 persone. La sua partecipazione all'esposizione dell'aviazione ALA 1912 a Berlino ebbe successo, con esibizioni in volo durate vari giorni che consolidarono la sua buona reputazione. Nel 1913 produceva ancora velivoli sportivi, e dal 1914 tentò di realizzare biplani biposto da addestramento per l'esercito.
Dopo la fine della guerra la produzione di aerei dell'azienda continuò a ristagnare, poiché la firma dell'armistizio di Compiègne e quella del successivo trattato di Versailles limitarono gravemente la produzione aeronautica tedesca. Successivamente gli Alleati confiscarono parti della fabbrica di Gonsenheim. Dal 1920 egli si occupò dello sviluppo di alianti e della produzione di carrozzerie. Quando nel 1930 l'azienda fu in grado di riprendere il lavoro a Gonsenheim , egli aveva perso il contatto con gli sviluppi del mondo dell'aviazione. Nel 1932 progettò l'ornitottero "Urvogel" , il primo aereo ad ala di uccello ad azionamento elettrico, e lavorò a Darmstadt per l'istituto di ricerca tedesco per il volo a vela. Negli anni cinquanta del XX secolo conobbe un successo internazionale con i primi modelli di elicotteri radiocomandati. Si spense il 19 luglio 1957.

### La “Flugmaschinenwerke J. Goedecker”
Il primo Goedecker Eindecker andò in volo per la prima volta vicino a Gonsenheim il 24 aprile 1910. Esso era un monoplano interamente realizzato in legno, con apertura alare di 12 m e dotato di motore Anzani da 20 CV. Caratteristica del velivolo era il carrello di atterraggio quadriciclo che prevedeva un carrello triciclo anteriore, un pattino di coda e altre due ruote aggiuntive alle estremità delle ali. Il secondo esemplare venne realizzato con telaio in tubi d'acciaio al fine di renderlo più leggero, e motore Argus da 50 CV. Esso rimase in servizio per più di un anno presso la scuola di volo di Goedecker. Vennero realizzati anche altri tre tipi di aereo, Nel 1911 fu costruito costruì l'aereo leggero Sturvogel, monoplano biposto equipaggiato con un motore Daimler da 70 CV, e progettato per l'utilizzo per scopi militari. Esso valse al costruttore la concessione della Croce di Cavaliere di quarta classe dell'Ordine della Corona di Prussia.
Lo Sturvogel fu preso in considerazione per la produzione in serie, ma l'ordine venne annullato. Nel 1912, il primo aereo ricevette un motore Dixi da 100 cavalli e fu venduto per 16.000 marchi.
Nel 1912 fu costruito lo Stahltaube con una fusoliera in alluminio e un motore Dixi, e alla fine del 1913 il Militärtaube con un motore Daimler da 95 cavalli appositamente concepito per uso militare.
Nel 1914 venne realizzato il prototipo di un biplano da addestramento, noto come B o AFAIK, con radiatori di raffreddamento del liquido del propulsore  collocati ai lati della fusoliera, che però non fu accettato per la produzione dalla Idflieg. Dopo lo scoppio della prima guerra mondiale la ditta iniziò a lavorare nella riparazione dei velivoli danneggiati al fronte per la Luftstreitkräfte con la denominazione di Bauaufsicht Nr. 33, dando impiego a circa 100 persone. Negli anni dal 1915 al 1917 incluso, l'azienda ha riparato rispettivamente circa 20, 50 e 100 aerei, ha prodotto alcuni velivoli di propria progettazione e infine è diventata ditta appaltatrice della Fokker.  Dopo la fine del conflitto la ditta fu attiva per la costruzione e riparazione di carrozzerie, barche a motore, barche a remi e vele, dando impiego a 11 persone.

### Annotazioni
1. ↑  Tra i suoi collaboratori il futuro asso dell'aviazione Julius Buckler.

### Fonti
1. 1 2 3 4  Hirsche, Prem, Madelung 2004, p. 39.
2. 1 2 3 4 5 6 7 8 9  Ornithopter.
3. 1 2 3  Mancini 1936, p. 312.
4. 1 2 3  Flyingmachines.